# Jean-Marie Le Pen
Jean-Marie Le Pen (n. 20 iunie 1928, La Trinité-sur-Mer, Bretagne, Franța – d. 7 ianuarie 2025, Garches, Métropole du Grand Paris, Franța) a fost un politician francez de extremă dreaptă. A fost fondatorul Frontului Național. A condus partidul timp de 39 de ani, începând cu anul 1972 și până la 16 ianuarie 2011, când a cedat funcția fiicei sale Marine Le Pen. A candidat de 5 ori, fără succes, la alegerile prezidențiale din Franța. De asemenea, a fost un personaj controversat în politica franceză, în special din cauza afirmațiilor sale rasiste, xenofobe și antisemite.

## Biografie
Jean-Marie Le Pen s-a născut în data de 20 iunie 1928 la La Trinité-sur-Mer, Bretania, ca unic fiu al lui Jean Le Pen și Anne-Marie Hervé. A rămas orfan după ce tatăl său, pescar, s-a înecat în anul 1942. A crescut și a fost educat la școala iezuită François Xavier din Vannes, apoi la liceul din Lorient. La vârsta de 16 ani, în noiembrie 1944, a fost refuzat de către colonelul Henri de La Vaissière când a vrut să se înroleze în Forțele Franceze din Interior, pe motiv că ar fi prea tânăr. S-a înscris la Facultatea de Drept din Paris și a intrat în mediile studențești naționaliste, catolice și conservatoare. A devenit voluntar al ziarului monarhist Action Française, ocupându-se de vânzarea sa în stradă. A devenit popular printre studenți când a plecat la Toulouse unde a ajuns președinte al Association corporative des étudiants en droit, o asociație studențească radicală care era implicată în luptele stradale cu tinerii comuniști. A fost exclus din organizație în anul 1951 din cauza mai multor conflicte. 
După terminarea facultății, Le Pen și-a început stagul militar în Legiunea Străină. A ajuns în anul 1956 în Indochina, iar în 1956 în Suez. Din același an, Le Pen a intrat în partidul populist Union de Défense des Commerçants et Artisans al lui Pierre Poujade și a participat la alegerile parlamentare, devenind al doilea cel mai tânăr deputat din Adunarea Națională a Franței. În 1957 a plecat ca voluntar în Algeria.
După ce și-a terminat stagiul militar s-a înscris și la Facultatea de Științe Politice de la Universitatea Paris-Panthéon-Assas, pe care a absolvit-o în 1971 cu o lucrare intitulată Le courant anarchiste en France depuis 1945, despre istoria mișcării anarhiste din Franța până la 1945.
În anul 1960, Le Pen se căsătorește cu Pierrette Lallane, cu care va avea trei fiice: Marie Caroline Le Pen (n. 1960), Yann Le Pen (n. 1963) și cunoscutul politician Marine Le Pen, nascută în anul 1968. Cu toate acestea, Le Pen și Pierrette Lallane au divorțat în anul 1987 în urma unui scandal.
În anul 1962, la noile alegeri parlamentare, Le Pen nu  a mai obținut niciun scaun de deputat. În schimb, la alegerile prezidențiale din 1965, Le Pen l-a susținut pe Jean-Louis Tixier-Vignancour, un politician de extremă dreaptă ce insista pe reabilitarea colaboraționiștilor și liderilor Regimului de la Vichy. Tixier-Vignancour nu a obținut decât 5,19%.
În anul 1972, Le Pen fondează propriul său partid, Frontul Național. În anul 1974 candidează pentru prima dată la alegrile prezidențiale și obține un procentaj de numai 0,74%. Ulterior, nu a mai reușit să obțină nici măcar semnăturile necesare pentru a candida la algerile prezidențiale din 1981. După această perioadă, partidul lui Le Pen a ieșit extrem de repede în evidență, în urma numeroaselor poziții împotriva imigrației. În anul 1984, Frontul Național a obținut 16 locuri în Parlamentul European. Le Pen ajunge atunci pentru prima dată europarlamentar. A candidat din nou, fără succes, la algerile prezidențiale din 1988 și din 1995.
Ca europarlamentar, Le Pen a fost președinte al Grupului Dreptei Europene (1984-1998) și a Grupului Tehnic al Dreptei Europene (1989-1994). Din 1999 până în 2001 a fost membru al Grupului Tehnic al Independenților, iar din ianuarie până la noiembrie 2007 a fost membru al Grupului Identitate, Tradiție, Suveranitate.
În septembrie 1987, Le Pen a scandalizat opinia publică în momentul în care a spus  despre camerele de gazare că "au reprezentat un detaliu în istoria celui de-al doilea război mondial". În urma acestei afirmații a fost acuzat de minimalizarea și negarea Holocaustului, acuzație ce s-a repetat în anii următori.
În anul 2002, Le Pen a participat înca o dată la alegerile prezidențiale și, pentru prima dată în cariera sa politică, a ieșit în turul doi de scrutin împotriva lui Jacques Chirac. Discursul extremist al lui Le Pen a alarmat societatea franceză, în special afirmațiile rasiste și antisemite. El l-a acuzat pe Chirac că este exponentul intereselor evreiești în Franța și că a fost plătit să candideze. Ca urmare a acestor lucruri, aproape toate partidele politice franceze, de stânga sau de dreapta, au cerut susținătorilor lor să voteze împotriva lui Le Pen, inclusiv socialiștii care au fost anterior împotriva președintelui în exercițiu Jacques Chirac și în turul doi Le Pen a obținut de cinci ori mai puține voturi decât Chirac (17,8% vs 82,2%). În anul 2007 a candidat pentru ultima dată la algerile prezidențiale și a ieșit pe locul patru. Cu această ocazie a intrat într-un nou scandal în momentul în care a afirmat că Nicolas Sarkozy este evreu și străin, venind cu o serie de acuze antisemite.
În anul 2011, Le Pen, în vârstă de 83 de ani, s-a retras de la conducerea partidului și i-a cedat locul fiicei sale Marine Le Pen. Cu toate acestea, a rămas în partid cu funcția de președinte onorific până în anul 2015.
În august 2015 a fost exclus din partidul pe care l-a fondat pentru declarațiile sale xenofobe și antisemite. De asemenea, Le Pen a adoptat în ultimii ani și o retorică homofobă și islamofobă, tot mai accentuată. A militat pentru reintroducerea pedepsei capitale în Franța și a continuat să fie un simpatizant al colaboraționiștilor francezi ai regimului nazist.
După excluderea din Frontul Național, Le Pen a creat un alt partid de extremă dreaptă, Comités Jeanne, plănuind să candideze la alegerile prezidențiale din anul 2017. În cele din urmă, nu a mai participat la alegeri și a decis să o susțină pe fiica sa, Marine Le Pen. 
În octombrie 2018, cu ocazia morții lui Robert Faurisson, cunoscut negaționist, Le Pen a declarat că acesta a fost un simbol al luptei pentru libertatea de exprimare în Franța.
În data de 2 februarie 2022, Le Pen a făcut un accident cerebral în urma căruia a fost internat în spital. Au urmat alte internări succesive în aprilie 2023, aprilie 2024 și noiembrie 2024. Într-un final, în data de 7 ianuarie 2025, la vârsta de 96 de ani, Jean-Marie Le Pen a decedat la o clinică de îngrijiri medicale din Garches, Hauts-de-Seine, Franța. A fost înhumat în localitatea natală, La Trinité-sur-Mer, după un ceremonial funerar privat din data de 11 ianuarie. Vestea morții sale a scos în stradă mii de francezi entuziasmați de moartea celui pe care l-au considerat "părintele extremiștilor francezi". Politicianul Jean-Luc Mélenchon a amintit faptul că Le Pen a fost unul dintre cei care au promovat ura, rasismul, xenofobia, antisemitismul, homofobia și islamofobia în societatea franceză.
În data de 31 ianuarie 2025, mormântul lui Jean Marie Le Pen a fost profanat.

## Galeria foto

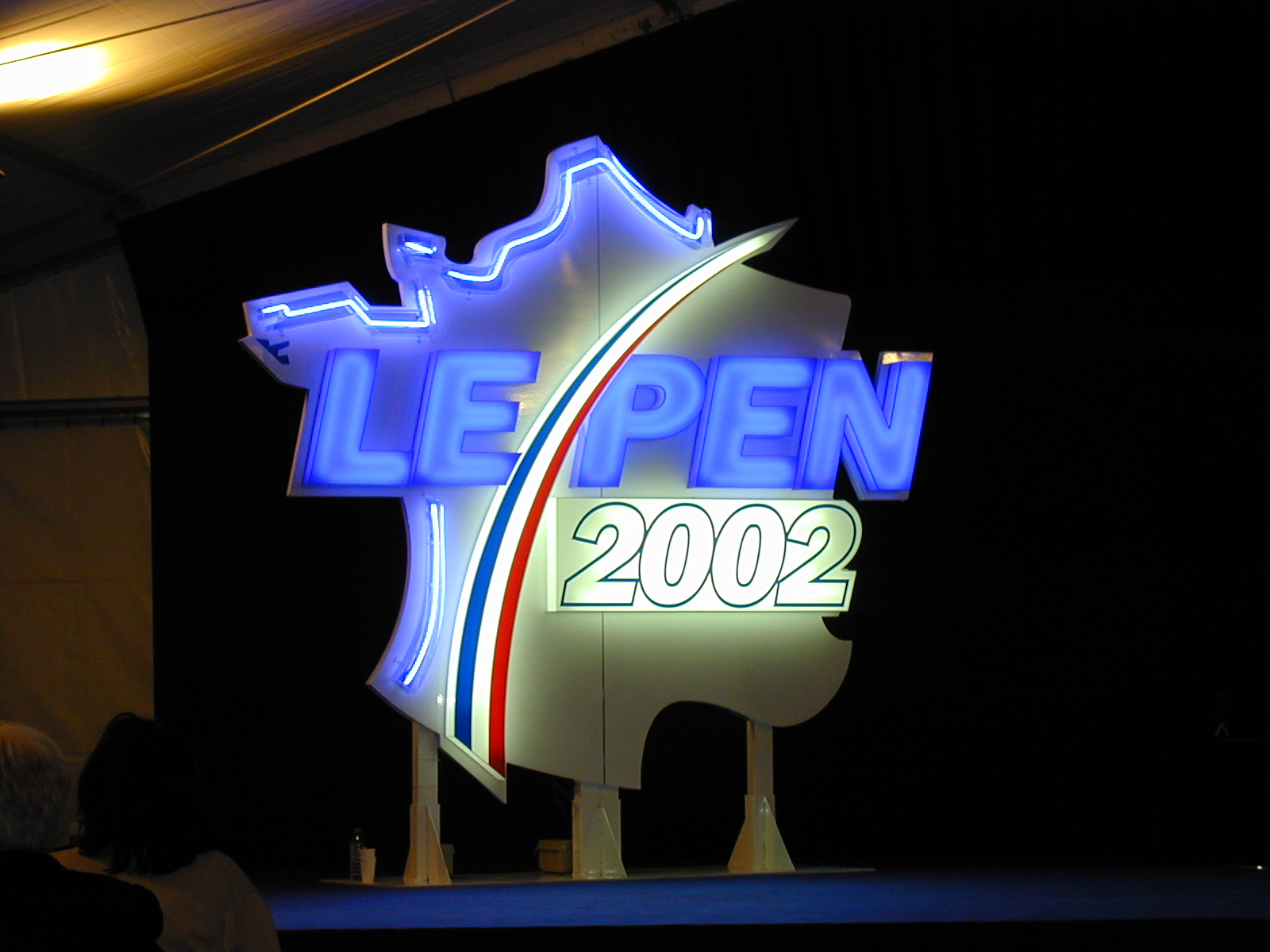
Campania electorală a lui Jean-Marie Le Pen, 2002
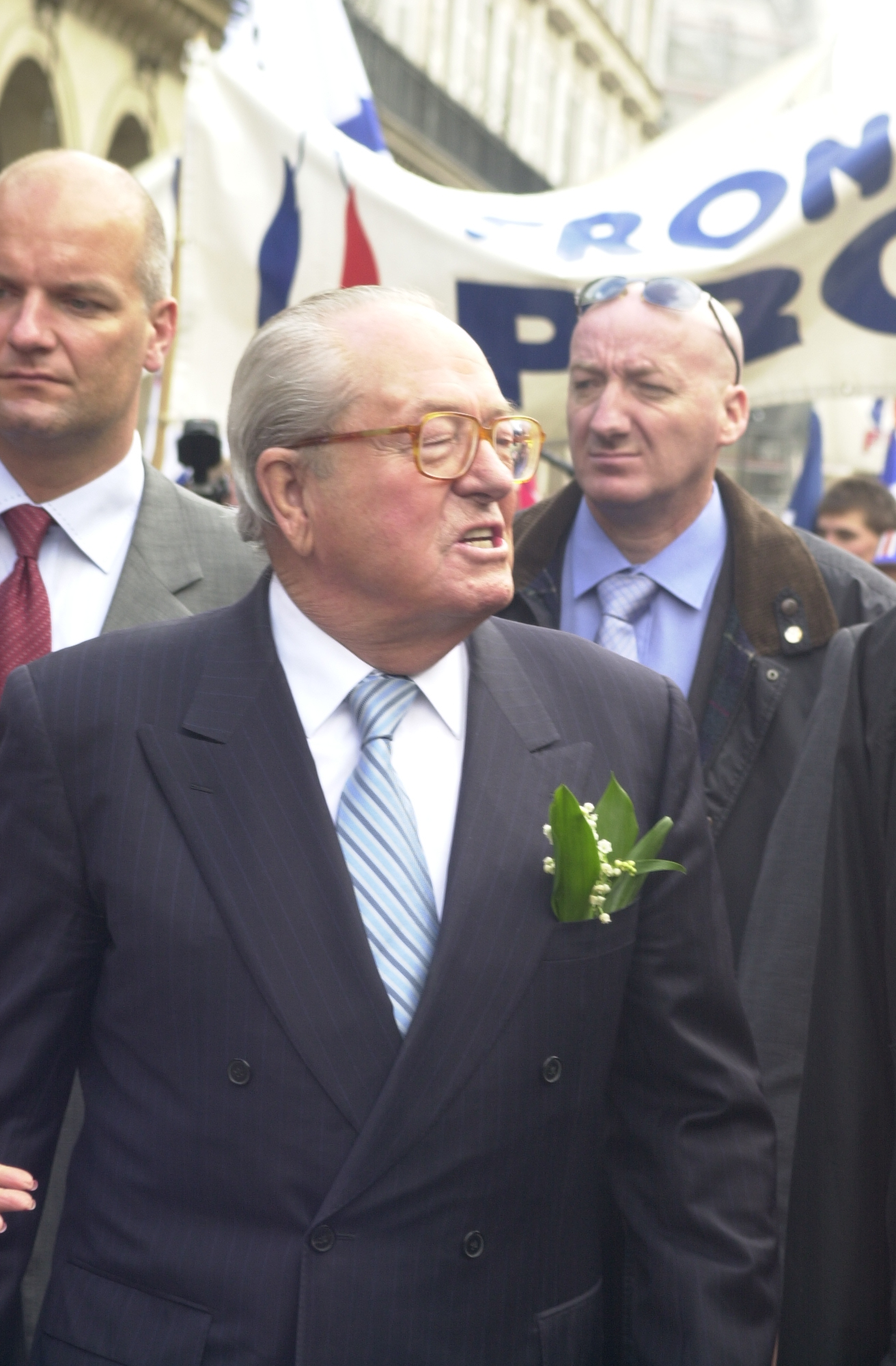
Jean-Marie Le Pen, 2004
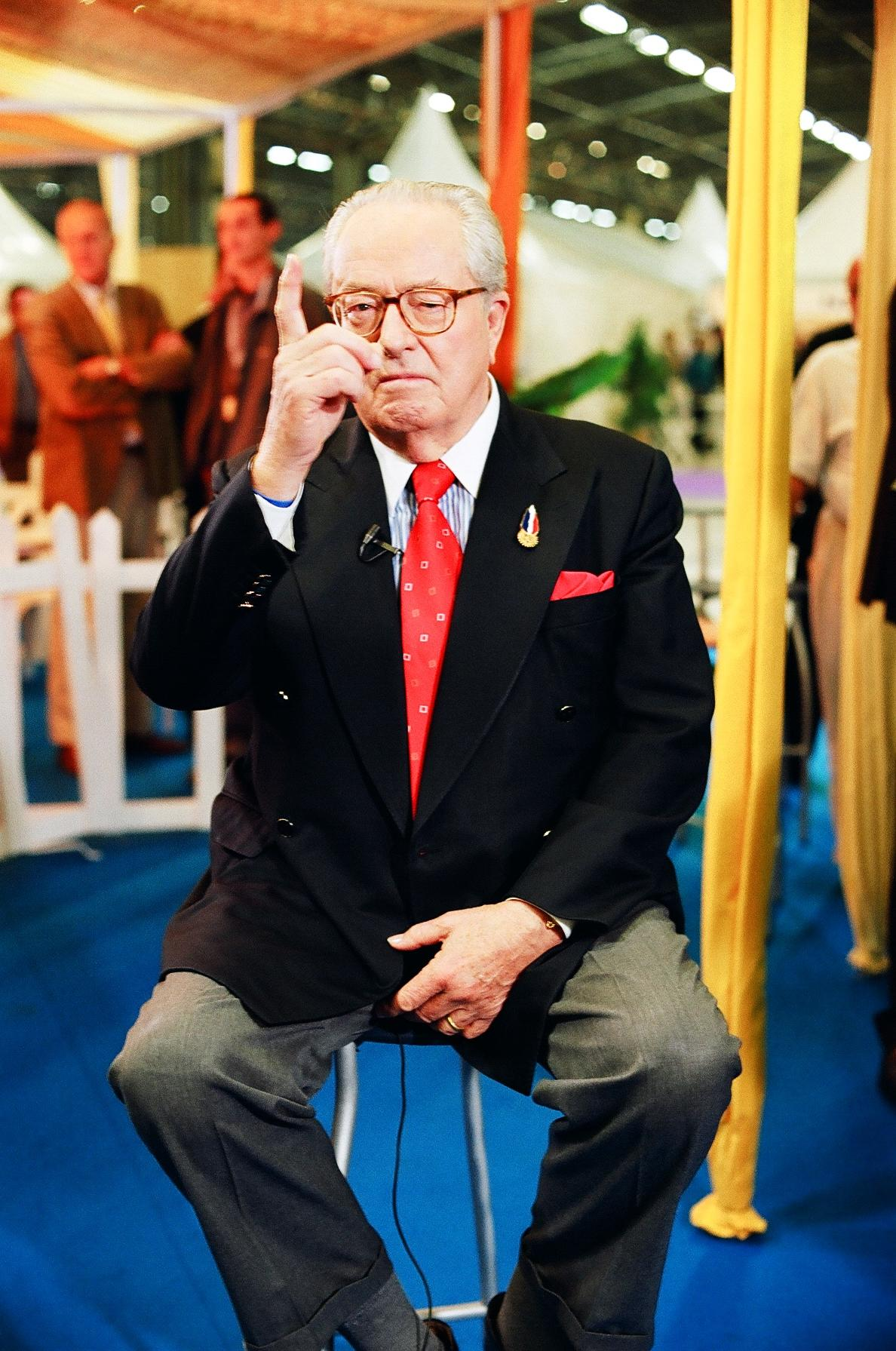
Jean-Marie Le Pen, 2005
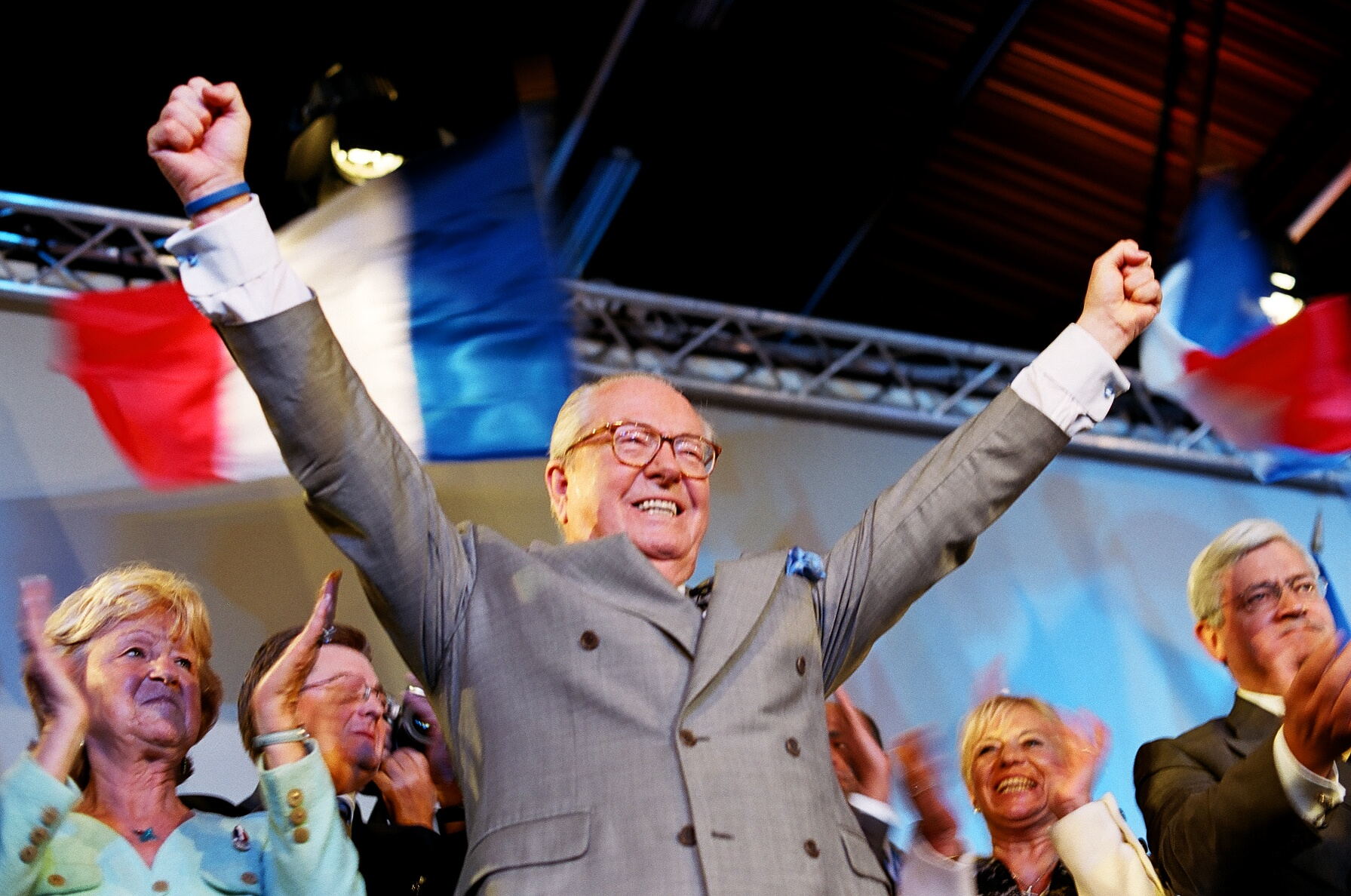
Jean-Marie Le Pen, 2006
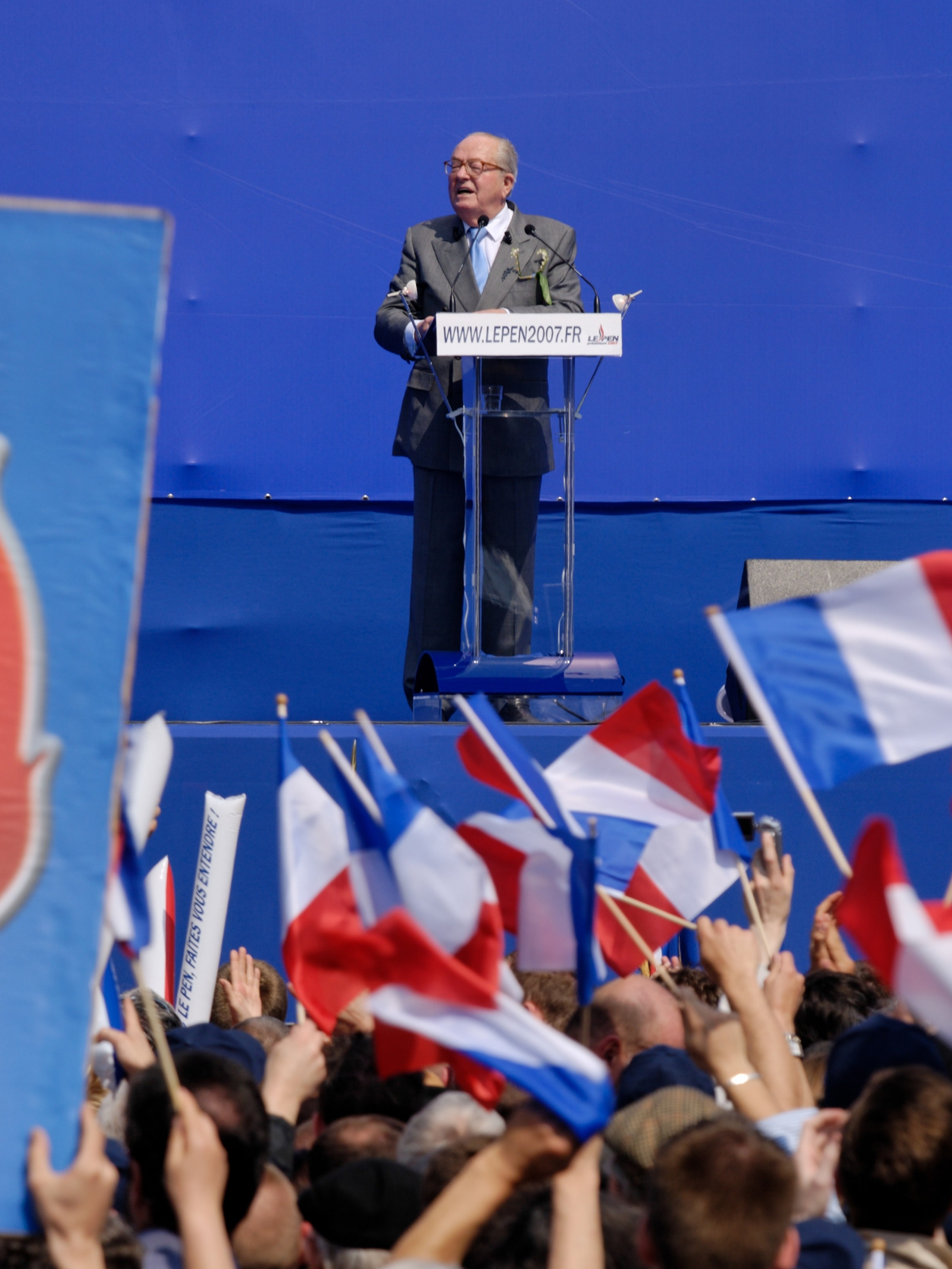
Alegeri prezidențiale 2007
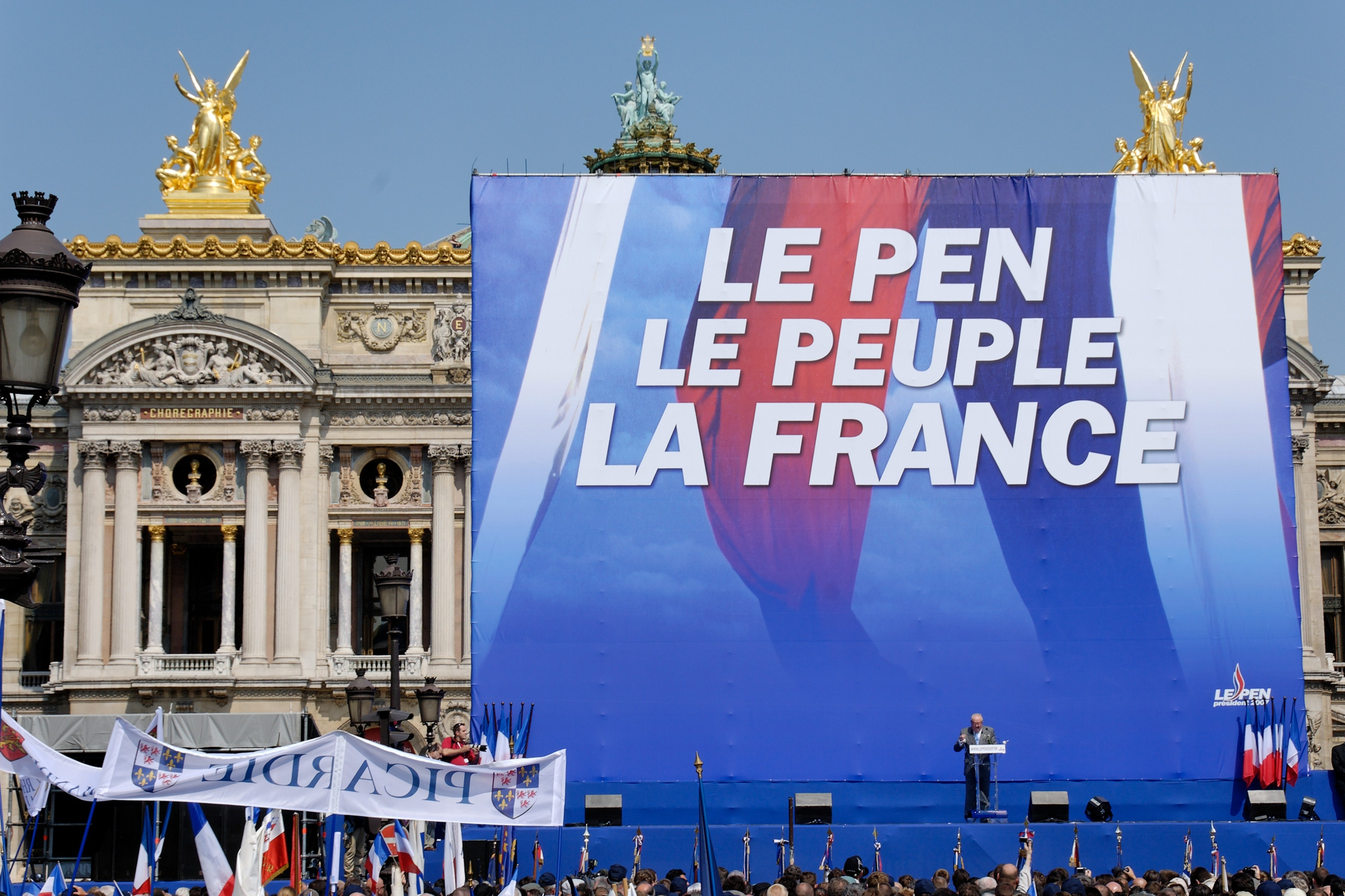
Alegeri prezidențiale 2007
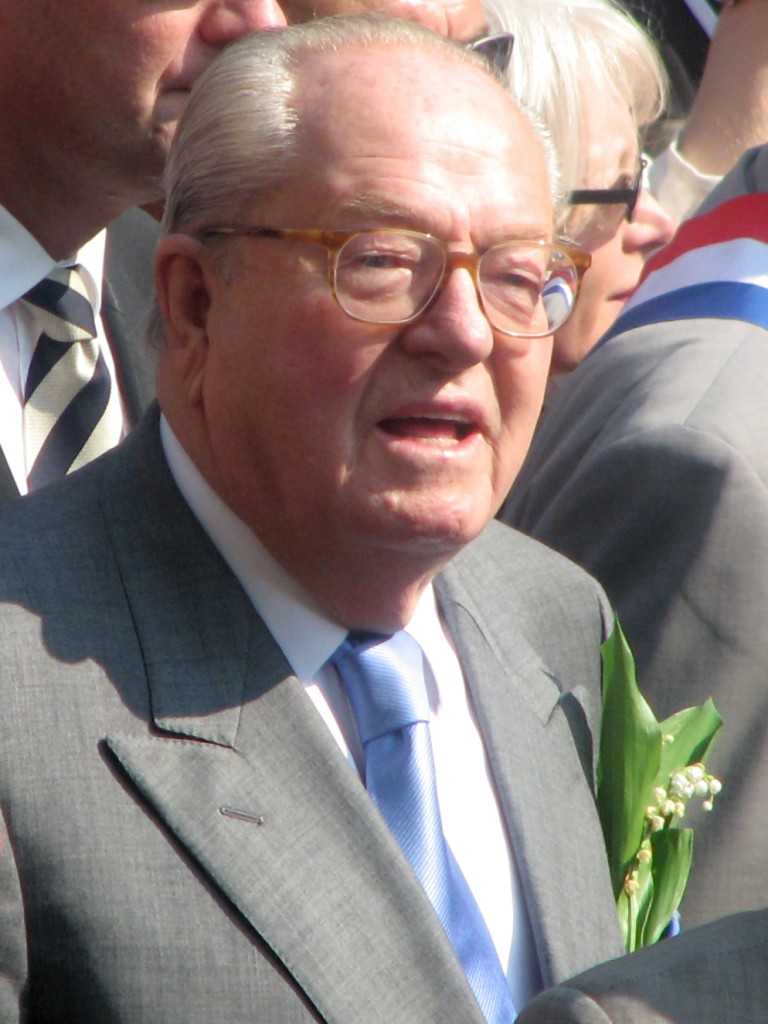
Jean-Marie Le Pen, 2007
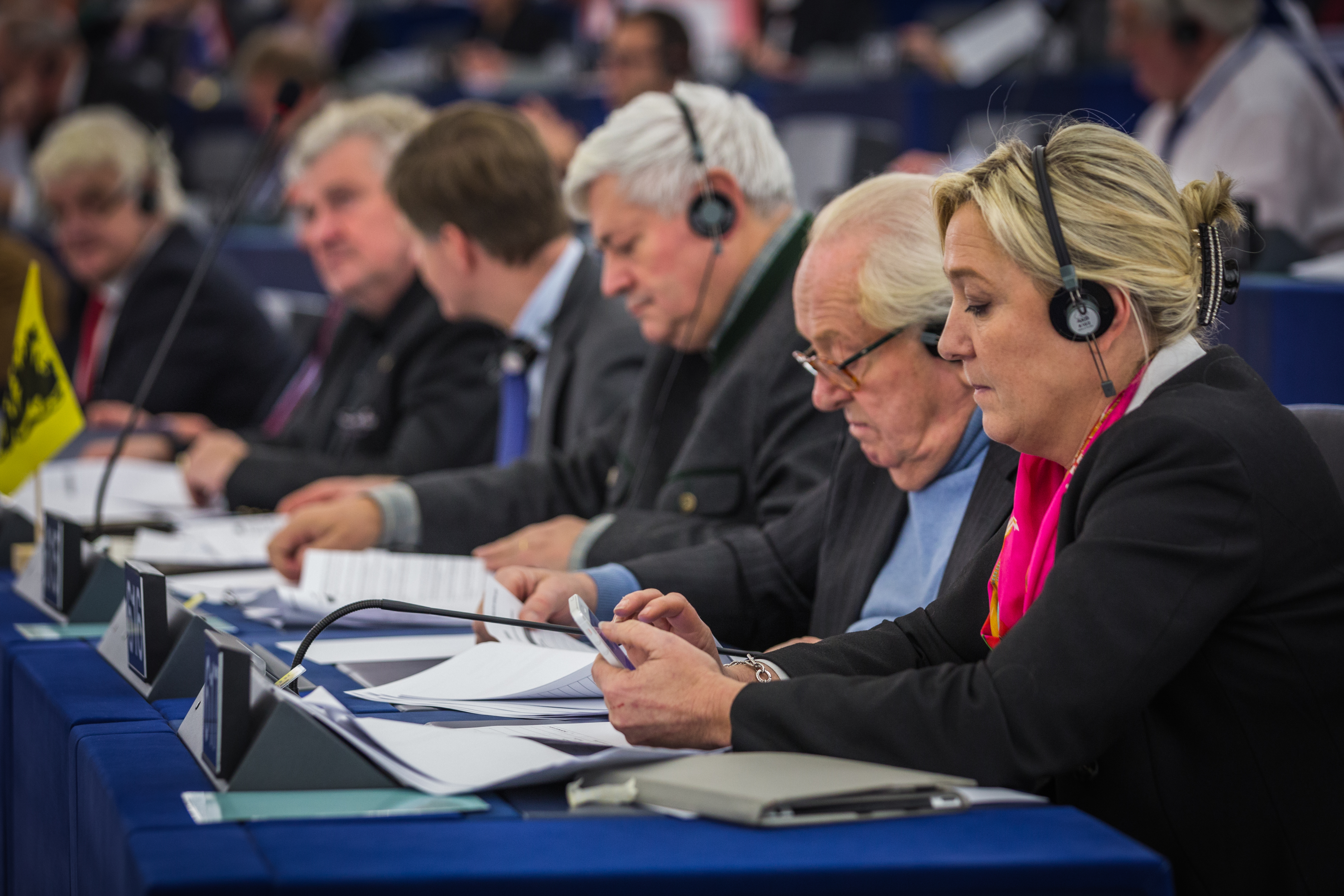
Jean-Marie Le Pen cu fiica sa Marine Le Pen în Parlamentul European, decembrie 2013
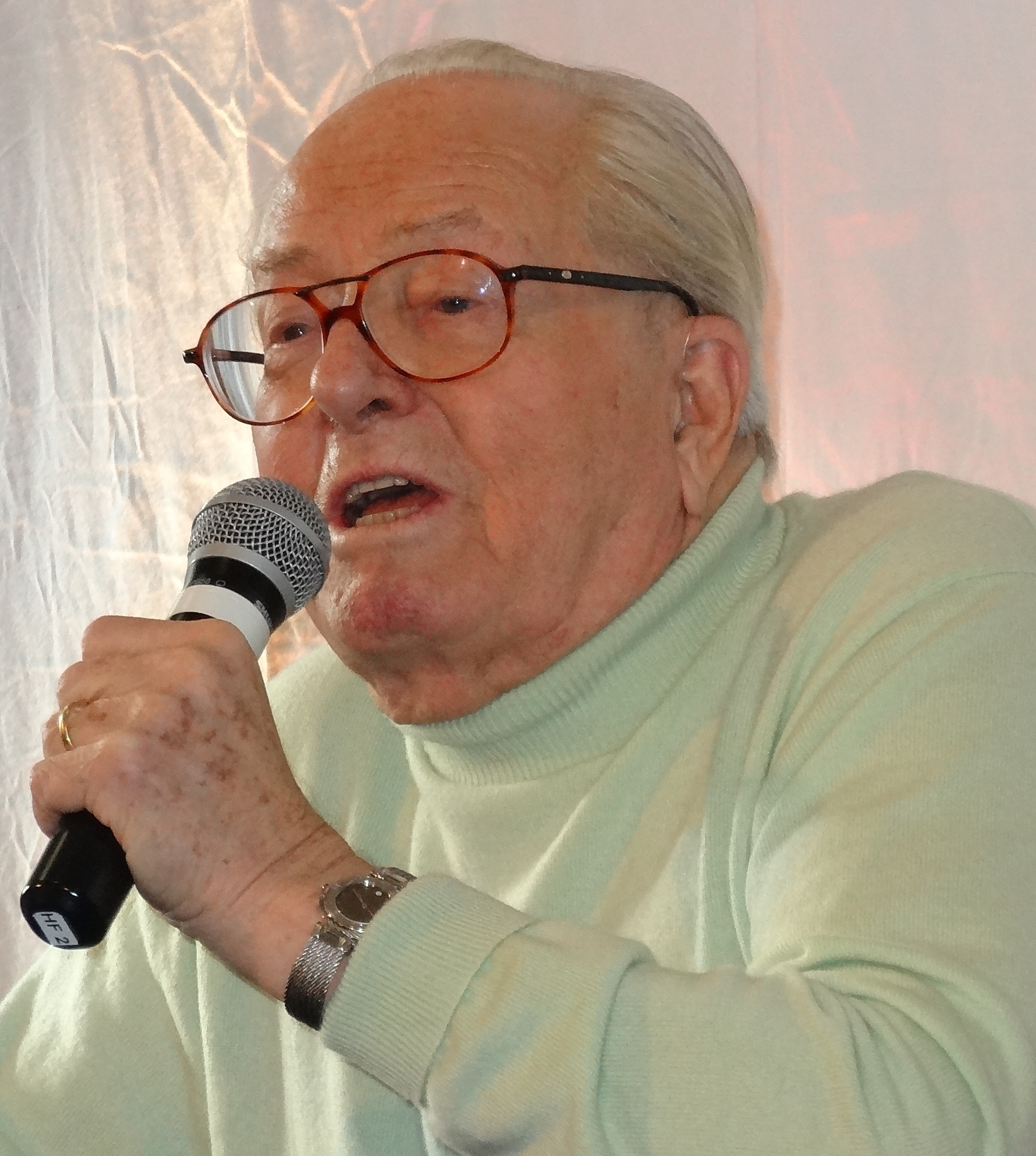
Jean-Marie Le Pen, martie 2014